# Zvecsan (Makedonszki Brod)
Zvecsan (macedónul: Звечан) település Észak-Macedóniában, a Délnyugati körzet Makedonszki Brod-i járásában.

## Népesség
| Lakosok száma | 301  | 307  | 294  | 286  | 203  | 122  | 120  | 70   | 48   |
|               | 1948 | 1953 | 1961 | 1971 | 1981 | 1991 | 1994 | 2002 | 2021 |

2002-ben 70 lakosa volt, akik mindannyian macedónok.